# Djabugay (taal)
Het Djabugay is een vrijwel uitgestorven Australische taal. Het aantal sprekers bedroeg 3 in 1981. Het huidige aantal sprekers is onbekend maar wellicht gelijk aan nul. De taal werd ooit gesproken door de Djabugay.
Alternatieve benamingen (variërend per dialect) zijn:
- Djabugay, Djabugai, Dyaabugay, Dyabugay, Tjapukai
- Tjabakai-Thandji, Tjabogaijanji; Djabungandji, Tjapunkandji
- Tjunbundji; Koko-Tjumbundji
- Tjankun
- Tjankir
- Kokonyungalo, Kikonjunkulu
- Bulum-Bulum
- Check-Cull
- Chewlie
- Hileman
- Kodgotto
- Ngarlkadjie
- Orlow

## Woordenschat
Dit zijn enkele overgeleverde woorden uit het Djagubay:
- Bulurru: elders bekend als Droomtijd, ofwel de bron van leven.
- Gurrabana: de Djabugay-gemeenschap kende een opdeling tussen "nat" en "droog", dit is de natte kant van het seizoen.
- Gurraminya: de droge kant van het seizoen.